# Nyama Suso
Nyama Suso (meistens Jali Nyama Suso geschrieben) (* 1925 in Bakau, Gambia; † 2. Mai 1991, Gambia) war ein bekannter Musiker in Gambia. Er spielte auf dem westafrikanischen Instrument Kora, einer 21-saitigen Stegharfe.

## Leben
Suso gehört der Tradition der Jali (Griot) an. Schon im Alter von acht Jahren galt er als ein kompetenter Kora-Spieler. Im Alter von 16 Jahren verlor er ein Bein, sodass er nicht mehr in der Lage war in der Tradition der Jali das Land zu bereisen.
1956 begann er Aufnahmen für das Radio zu machen und war bis Mitte der 1960er Jahre ein populärer Musikstar in Gambia. Ihm wurde sogar das Angebot gemacht, an der Nationalhymne von Gambia mitzuwirken.
In den Vereinigten Staaten arbeitete er später mit Musikologen unter anderem an der University of Washington, hielt dort Vorlesungen und arbeitete am Soundtrack zu Roots mit. Danach, Ende der 1970er, reiste er nach Schweden und gab einige Konzerte. Auch in Großbritannien, Deutschland und Frankreich spielte er vor Publikum. 1986 infizierte er sich an der Tuberkulose, an deren Folge er 1991 starb.

## Diskografie
- 1987 – Jali Nyama
- 1988 – Kora Master of Gambia
- 1996 – Art of Kora